# Sant Tomàs (Apostolat d'Almadrones)
Sant Tomàs és una obra d'El Greco, realitzada entre 1608 i 1614. Es conserva a una de les sales del Museu Nacional del Prado a Madrid.

## Introducció
Aquesta obra forma part d'una sèrie realitzada per El Greco i el seu taller per a l'església d'Almadrones (Guadalajara), que repeteix amb escasses variacions la que es troba a la catedral de Toledo. Tomàs apòstol és representat com un home comú. La seva expressió està fortament arrelada amb la teoria de Gregorio Marañón, segons la qual El Greco utilitzava com a models malalts mentals de l'Hospital del Nunci. El quadre està construït a base de pinzellades soltes i arrossegades, especialment als vestits de l'apòstol.

## Anàlisi de l'obra
- Pintura a l'oli sobre llenç; 72x 55 cm.; 1608-14; Museu del Prado, Madrid.

- Sobre l'espatlla dreta apareixen les inicials delta i theta, a manera de signatura.

Tomàs apòstol apareix com un home jove, d'esguard serè, amb barba i cabell curts i foscos. El Greco el representa frontalment, amb el cap girat a la dreta de l'espectador. Aixeca la seva mà dreta en un gest que hom pot interpretat com a reconeixement, després de la seva incredulitat inicial. No s'ha inclòs cap atribut o element per identificar el personatge, però aquesta obra repeteix bàsicament la mateixa composició dels models realitzats per a l'apostolat de la Catedral de Toledo i el del Museu del Greco.
El rostre del personatge apareix lleugerament esbossat. El sant vesteix una túnica blava i un mantell verd. Tot i que les figures dels apostolats són molt similars, cal remarcar que aquesta túnica i aquest mantell s'assemblen de forma més directa a les del apostolat de San Feliz.